# 应荣辉
应荣辉（？—），浙江宁波人，中国退役女子乒乓球运动员。她曾搭档唐薇依获得1992年亚洲乒乓球锦标赛女子双打冠军，她也是1990年全国乒乓球锦标赛女子单打冠军得主。